# Marc Masdeu i Escuder
Marc Masdeu i Escuder (Castellar del Vallès, 24 de desembre de 1976) és un escriptor i periodista català. llicenciat en Ciències de la Comunicació.
Es va fer conèixer amb el poemari El gos autodidacte (2003), premi Josep Maria López Picó-Vila de Vallirana. A l'any següent obté el Premi de Poesia Parc Taulí per Els escalfadors, un recull poètic format per una quinzena de composicions curtes i dos poemes rius.
La seua següent obra publicada va ser Les nanses, el 2006, amb la qual va guanyar el Premi Les Talúries.
En 2010 rep el premi de narrativa de la Fundació Món Rural per Les tombes buides, un conjunt de vuit relats curts i independents, escrits com a monòlegs interiors, que tenen en comú la vida quotidiana en una vila. Per a l'autor, aquestos relats "ofereixen una visió agònica i rocambolesca del poble". Està basat en Soses, al Segrià, on hi resideix Masdeu.
L'any 2013 publica la seua primera novel·la, Peus de fang, una història coral ambientada en la Guerra Civil espanyola.
Durant sis anys va dirigir conjuntament amb Pere Ejarque l'espai nopotsermentida a Matadepera Ràdio. També ha publicat poemes a les plaquettes Papers de Versàlia i a les obres conjuntes El somni d'Adabel (Lleida, 2006) i 50 pintures i 50 escultures d'Albert Novellón. Ha traduït de l'anglès Prufock i altres observacions, de T.S. Eliot. És, conjuntament amb Marc Romera, curador de l'obra completa de Francesc Garriga, Cosmonauta (Barcelona: LaBreu Edicions, 2017).

## Obres
Poesia
- El gos autodidacte (Barcelona: Edicions Proa, 2003)
- Els escalfadors (Barcelona: Edicions Proa, 2004)
- Les nanses (Lleida: Pagès Editors, 2006)
- El carnisser del fred (Barcelona: LaBreu Edicions, 2010)
- Les morts d'Octavià (Barcelona: LaBreu Edicions, 2015)
- Sherwood (Barcelona: Viena Edicions, 2024)

Narrativa
- Les tombes buides (Valls: Cossetània Edicions, 2010)

Novel·la
- Peus de fang (Barcelona: LaBreu, 2013)
- La bella Europa (Barcelona: LaBreu, 2023)

## Guardons
- 2002: Premi Josep Maria López Pico-Vila de Vallirana per El gos autodidacte
- 2003: Premi Parc Taulí per Els escalfadors
- 2006: Premi Les Talúries per Les Nanses
- 2010: I Premi de Narrativa Món Rural per Les tombes buides
- 2023: XXIX Premi de Poesia Joan Llacuna Ciutat d'Igualada